# 金文寺
金文寺，位於中國四川省遂宁市大英县蓬莱镇。唐太宗長孫皇后祈福寶枕山與宋元符元年（公元1098年）寺院興辦義學。濟助庶人子弟就學，興賢育才。公元1931年釋通慧老和尚於蓬溪金文寺依普淨師出家，2013年圓寂於廣漢龍居寺，2016年開缸肉身舍利，現已穿金供奉於龍居寺。

## 地理位置
遂寧市所轄為二區三縣，即船山區、安居區、蓬溪縣、大英縣、射洪縣。1997年10月，蓬溪縣涪江以西地區建立大英縣，取大英卓筒井命名，縣治所設在蓬萊鎮。大英縣總面積703平方公里，2002年人口57萬人。

## 主要建築
始建於唐朝、金、明、清历代均有修葺。各个院落都有殿、堂、房、舍，院内主要建築為前殿、拜殿、正殿、後殿、龍虎門、廂廊、鐘鼓樓。前殿是寺廟的第一殿，為信眾初拜的位置。前殿的兩側，左龍右虎與三川門合稱為五門，是信眾出入的通道。拜殿為最主要的殿堂供奉釋迦牟尼佛，正面中路為山門，山門內左右分別為鐘樓、鼓樓，前後建築起承轉合，氣韵生動。

## 附近景點
- 卓筒井：是指一種技術工藝，是以直立粗大的竹筒插入地下吸滷的鹽井，「鑿地植竹，為之卓筒井」。
- 古郪國文明遺址：古郪王城遺址及遍及全鎮數以萬計的漢代至兩晉時期的崖墓群，系全國四大漢墓之一。為全國重點文物保護單位。
- 寂光寺：又名古井寺，為縣級文物古跡，始建於隋朝二十三年。

## 外部連結
- 蓬溪縣簡史 （页面存档备份，存于）